# Shion Niwa
Shion Niwa (jap. 丹羽 詩温, Niwa Shion; * 18. Juni 1994) ist ein japanischer Fußballspieler.

## Karriere
Shion Niwa erlernte das Fußballspielen in der Schulmannschaft der Osaka Toin High School sowie in der Universitätsmannschaft der Meiji-Universität. Seinen ersten Vertrag unterschrieb er 2017 beim Ehime FC. Der Verein aus Matsuyama, einer Stadt auf der Insel Shikoku, spielte in der zweithöchsten Liga, der J2 League. Nach 138 Zweitligaspielen für Ehime wechselte er im Januar 2021 nach Kanazawa zum Ligakonkurrenten Zweigen Kanazawa. Im Januar 2023 wechselte er auf Leihbasis zu dem ebenfalls in der zweiten Liga spielenden Blaublitz Akita. Für den Verein aus Akita  bestritt er 37 Zweitligaspiele. Nach der Ausleihe wurde er von Blaublitz am 1. Februar 2024 fest unter Vertrag genommen. Mitte Juli 2024 wechselte er bis Saisonende 2024 auf Leihbasis zum Drittligisten Kamatamare Sanuki. Für den Verein aus Takamatsu bestritt er 18 Drittligaspiele. Nach der Ausleihe wurde er im Februar 2025 fest von Sanuki unter Vertrag genommen.